# 메르세데스 레나드
메르세데스 레나드(Mercedes Renard, 1975년 3월 9일 ~ )는 미국의 배우이다.

## 영화
- 독재자를 죽여라 (2013년)
- 4명의 암살자 (2013년) - 코딜리아 역